# Victor Brochard
Victor Brochard (Quesnoy-sur-Deûle, 29 de junho de 1848 - Paris, 25 de novembro de 1907) foi um filósofo francês.
Após realizar os estudos clássicos no liceu de Lille, entrou, em 1868, para a Escola Normal Superior. Em 1886, foi nomeado mestre de conferências daquele colégio. Alguns anos mais tarde ele atuou como professor de História da Filosofia Antiga na Sorbonne. Nos vários estudos que publicou sobre filosofia antiga e moderna combinou de maneira exemplar erudição, clareza e compreensão histórica. Dentre seus principais trabalhos, em todos os quais a figura do historiador e do filósofo são indissociáveis, destacam-se suas teses De l’erreur e De assensione stoïci quid senserunt; sua obra clássica Les Sceptiques grecs, publicada em 1887; a preparação de edições críticas das obras Discours de la Méthode, Principes de la Philosophie e Primière Méditation, de Descartes; e a publicação de diversos artigos, a maioria sobre Platão, na Revue philosophique e na Anné philosophique.

## Obras
- De la Responsabilité morale, Pau, 1874.
- De l'Universalité des notions morales, Pau, Ribaut, 1876.
- De l'erreur, thèse pour le doctorat, présentée à la Faculté des lettres de Paris, Paris, Berger-Levrault, 1879.
- Les Sceptiques grecs, Paris, Impr. nationale, 1887.
- Études de philosophie ancienne et de philosophie moderne, recueillies et précédées d'une introduction par Victor Delbos, Paris, F. Alcan, 1912.
- De assensione Stoici quid senserint, Parisiis, Berger-Levrault, 1879 (Vicifons)

## Obras em Português
- "Os céticos gregos", Trad. Jaimir Conte. São Paulo:Odysseus, 2009
- Apresentação", de "Os céticos gregos, de Victor Brochard", Jaimir Conte
- "Sobre o erro", Rio de Janeiro: Contraponto,2008.
- "Do erro", Trad. Emanuel Angelo da Rocha Fragoso, Fortaleza: Editora da Universidade Estadual do Ceará, 2006.
- A moral antiga e a moral moderna
- Pirro e o ceticismo primitivo